# Хрсово (Бугарска)
Хрсово (буг. Хърсово) је насељено место у општини Сандански у области Благоевград, Бугарска. Према попису из 2021. године било је 158 становника.
Према бугарском географу и историчару, Василу Канчову, у Хрсову је 1900. године живело 582 Словена хришћана.. У селу је 16 старих кућа родопског и мелничког типа проглашенo споменицима културе.